# Roza Papo
Pour les articles homonymes, voir Papo.
Roza Papo (serbe en écriture cyrillique : Роза Папо ; 6 février 1914 - 25 février 1984) est une partisane yougoslave, médecin et générale de l'Armée populaire yougoslave. Elle est la première femme à obtenir le grade de général dans les Balkans.

## Enfance
Roza Papo est née le 6 février 1914 dans une famille juive de Sarajevo. Sa mère, Mirjama Papo (née Abinun) est la fille d'un rabbin de Gračanica. Roza Papo étudie à l'École de Médecine de Zagreb et travaille comme médecin à Sarajevo, Begov Han et Olovo avant le déclenchement de la Seconde Guerre mondiale.

## Seconde Guerre mondiale

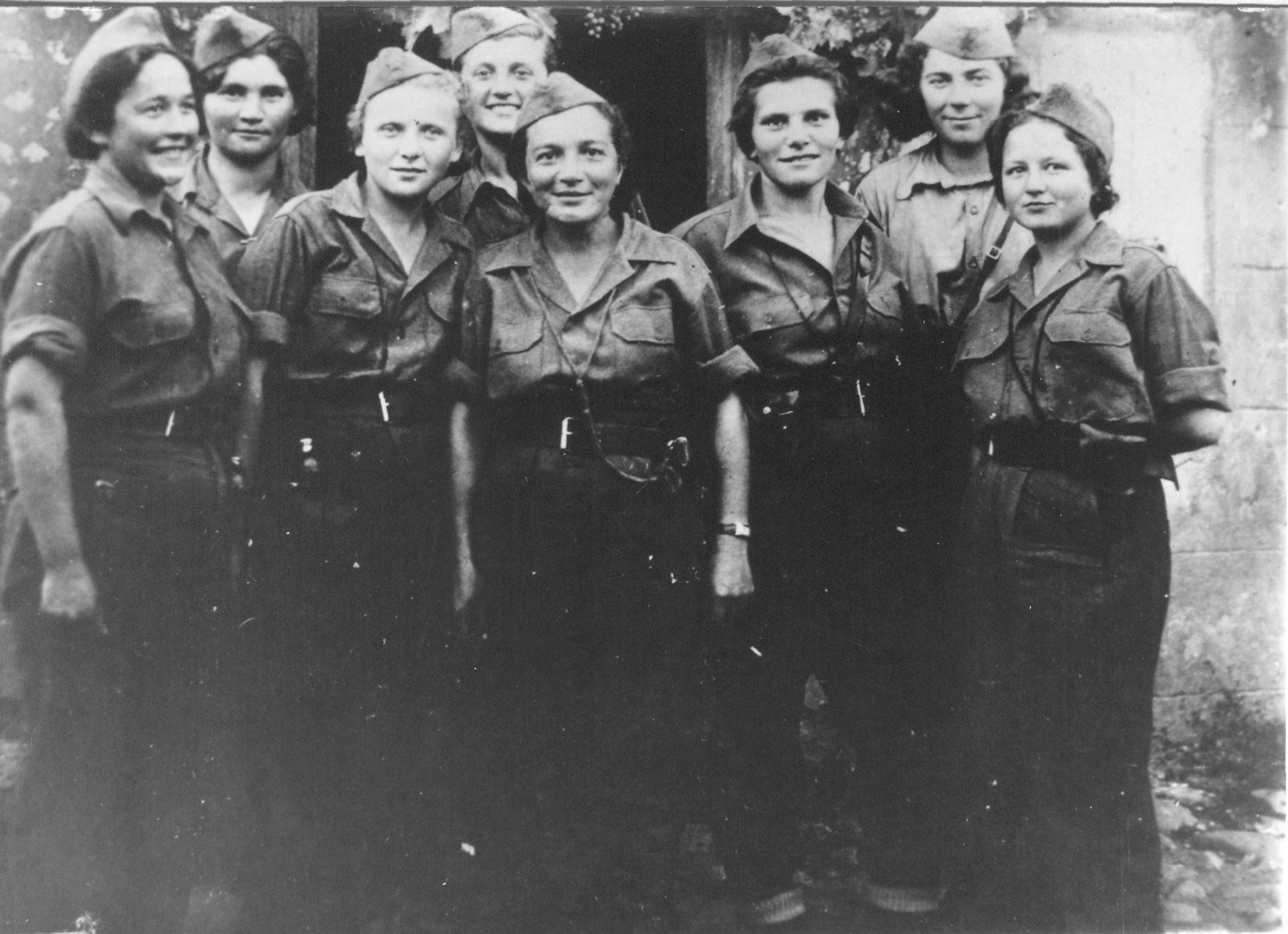
Papo avec des camarades à Guča, en 1944.

À la suite de l'invasion de la Yougoslavie par l'Allemagne Nazie en 1941, Papo priend contact avec les Partisans yougoslaves d'Ozren et commence à les aider. Les Juifs d'Europe rejoignent des mouvements de résistance pour survivre, mais Papo est motivée par un fort esprit patriotique. Papo rejoint officiellement les rangs des Partisans en décembre 1941. L'année suivante, elle devient membre de la Ligue des communistes de Yougoslavie.
En tant qu'officier, Papo sert directement sous les ordres de Josip Broz Tito, le chef de la résistance. Elle dirige le système de recrutement et commande le réseau d'hôpitaux de campagne de l'organisation. Ne voulant pas être vu comme une lâche, elle refuse de se mettre à l'abri au cours d'un raid aérien en 1942 et perd presque un œil. Elle atteint le rang de capitaine en 1943 et celui de major en 1945.

## Après-guerre
Les Partisans sortent victorieux de la Seconde Guerre mondiale, en 1945, mais les parents et les deux frères de Papo ont été tués. Sa mère et ses quatre oncles sont morts dans les camps de concentration. De retour à Sarajevo, Papo vit dans un hôtel, mais déménage finalement à Belgrade pour se spécialiser dans l’infectiologie. Papo continue sa carrière en tant que médecin dans l'armée, et devient la première directrice de l'Académie médicale militaire du pays. Elle formule les premiers critères pour la sélection des médecins militaires. Après avoir publié plus de 50 articles, elle devient professeur à l'académie en 1965.
Papo est récipiendaire de six médailles pour ses contributions lors de la guerre, y compris la Médaille Commémorative des Partisans de 1941, l'Ordre de Mérite pour le Peuple, et l'Ordre de la Fraternité et de l'Unité. En 1973, elle est promue au grade de major-général. La Yougoslavie de l'époque accueille plus de Juifs au grade de généraux qu'Israël, et Papo est la première femme général de tous les Balkans. En tant que telle, elle est surnommée « le général avec des tresses ».
Papo a eu un fils, qui est mort en 1969, et une fille. Elle est décédée le 25 février 1984 à Belgrade.